# 6026 Xenophanes
6026 Xenophanes este o planetă minoră (asteroid), cu un diametru de 11,699 km, din centura de asteroizi. A fost descoperită pe 23 ianuarie 1993 la Observatorul La Silla de Eric Walter Elst și a fost numită după Xenofan. 
Obiectul prezintă o orbită caracterizată de o semiaxă mare de 2,8391859 UAi, o excentricitate de 0,07, o înclinație de 3,22035 ° în raport cu ecliptica.